# Вестендорф (Алгој)
Вестендорф (њем. Westendorf) општина је у њемачкој савезној држави Баварска. Једно је од 45 општинских средишта округа Осталгој. Према процјени из 2010. у општини је живјело 1.812 становника. Посједује регионалну шифру (AGS) 9777182.

## Географски и демографски подаци
Вестендорф се налази у савезној држави Баварска у округу Осталгој. Општина се налази на надморској висини од 688 метара. Површина општине износи 11,9 km². У самом мјесту је, према процјени из 2010. године, живјело 1.812 становника. Просјечна густина становништва износи 152 становника/km².